# St. Martinus (Westgreußen)

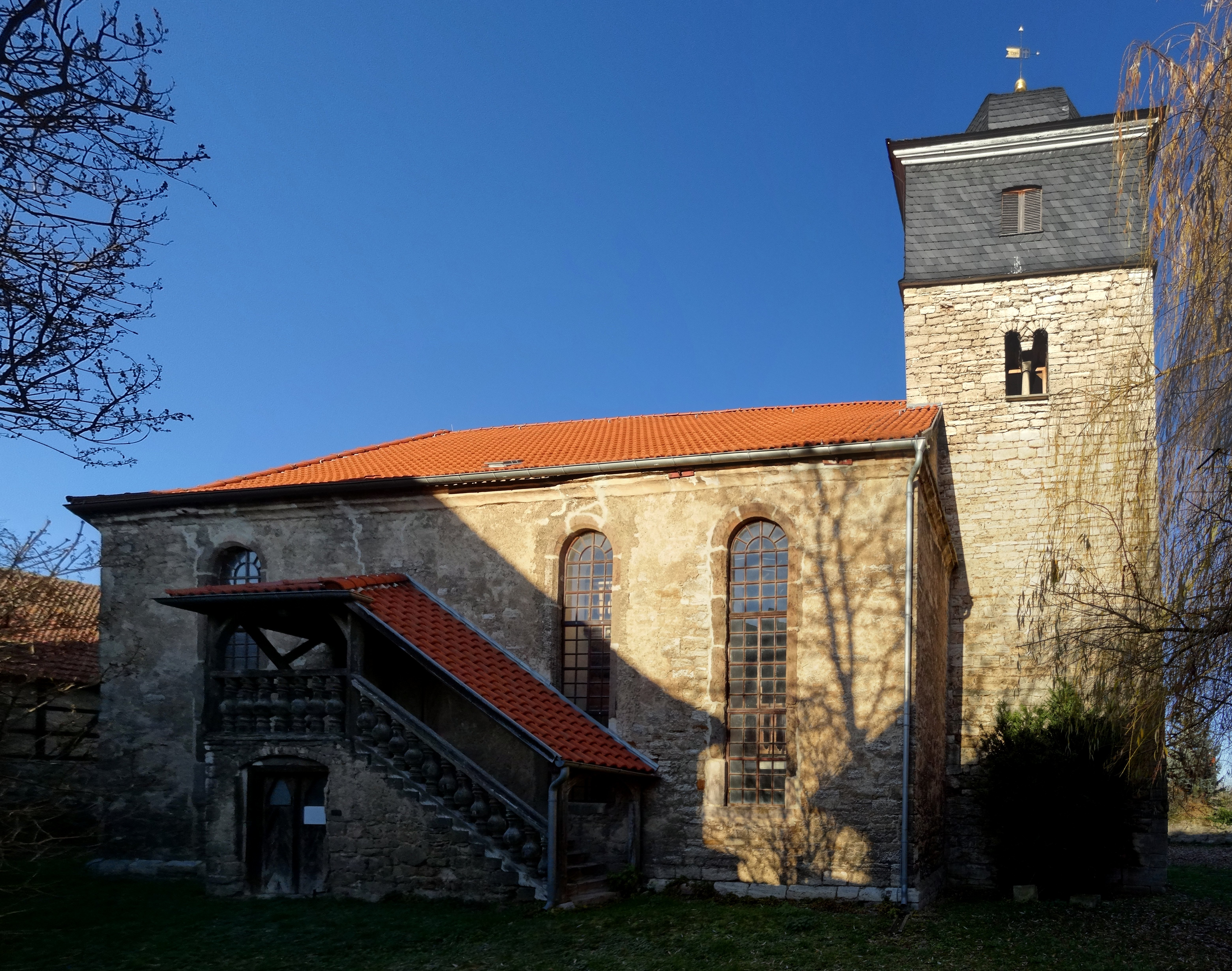
St. Martinus von Süden

Die Kirche St. Martinus ist eine evangelisch-lutherische Kirche in Westgreußen und gehört zum Pfarrbereich Großenehrich.

## Geschichte
Ein Vorgängerbau – dendrochronologisch auf das Jahr 1175 datiert – war eine romanische Saalkirche, von der noch der Unterbau des Ostturms erhalten ist. Sie war Filialkirche der Kirche St. Gumberti in Clingen. Sie besaß zwei Altäre, von denen einer den Heiligen drei Königen (trium regum) und der andere der Jungfrau Maria (Beatae Mariae Virgnis) geweiht war. Ab 1509 war ein eigener Pfarrer angestellt. 1706 bis 1710 erfolgten Reparaturen am Turm. Der Oberbau des Turms (Fachwerkgeschoss und geschweifte Haube) stammt aus dieser Zeit. Das Langhaus wurde 1725 nach einem Entwurf des Baumeisters Ludwig aus Sondershausen neu errichtet (Inschrift über der Eingangstür). Auch wurde das Turmuntergeschoss als Sakristei ausgebaut und die romanische Apsis abgebrochen. 1770 erfolgte die Ausmalung des Innenraums und seiner Emporen. 1822 bis 1824 erfolgten Reparaturen am Turm und 1857 wurden rote und weiße Brandsteine als Fußboden verlegt. 1892 wurde in der Ecke von Kirchenschiff und Nordwand des Turms ein Treppenturm errichtet, in ihm führte einen Wendeltreppe nach oben.
Eine neue Orgel erhielt die Kirche 1927. 1929/1930 wurde die vom Schwamm zerfressene Täfelung der Sakristei erneuert. Umfangreiche Sanierungsarbeiten erfolgten 1988 bis 1996, nachdem die Kirche wegen Baufälligkeit abgerissen zu werden drohte.

## Außenbau
Der schlichte Saalbau mit Satteldach besitzt auf der Westseite einen dreiseitigen Abschluss. Im Osten befindet sich der Turm, auf dem eine geschweifte Schieferhaube sitzt. Im Nordosten befindet sich der runde Treppenturm, dessen Dach ein wenig unter dem Dach des Langhauses ansetzt. Er hat ein schiefergedecktes Kegeldach. Deutlich sichtbar an der Außenwand des Turms ist die Dachlinie der abgebrochenen Apsis.
Die Wände sind unverputzt, scheinen jedoch ursprünglich verputzt gewesen zu sein. Die Fenster sind rundbogig und wurden teilweise wegen Absandung der aus Buntsandstein bestehenden Gewände erneuert. Die Eingänge befinden sich im Erdgeschoss beidseitig an den Längsseiten in der zweiten westlichen Achse. Die Emporen werden von außen betreten. Die Eingänge dazu befinden sich über den Eingängen zur Kirche. Sie sind durch eine überdachte doppelläufige Treppe zu erreichen.

## Innenraum

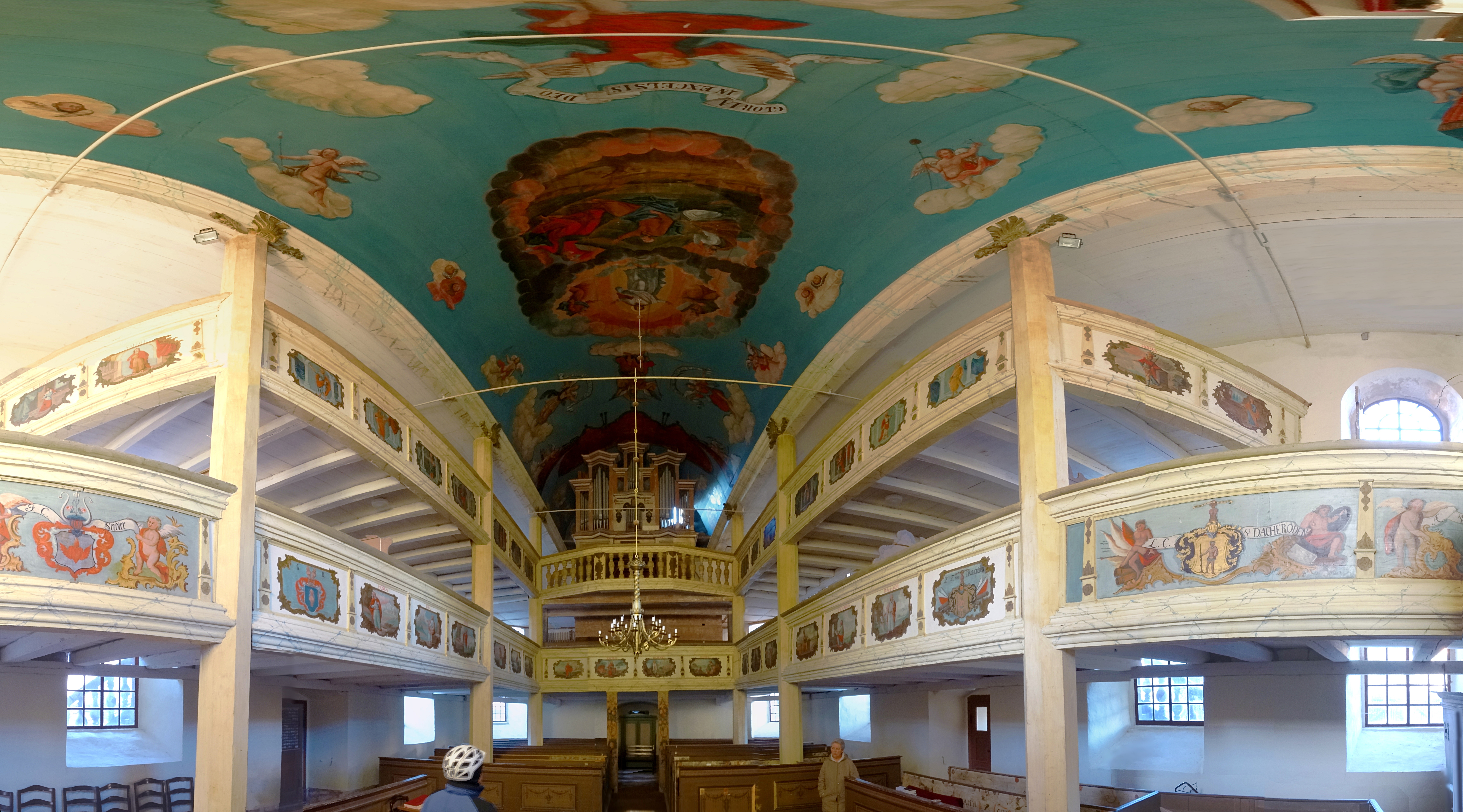
Gewölbeausmalung Die Auferstehung Christi

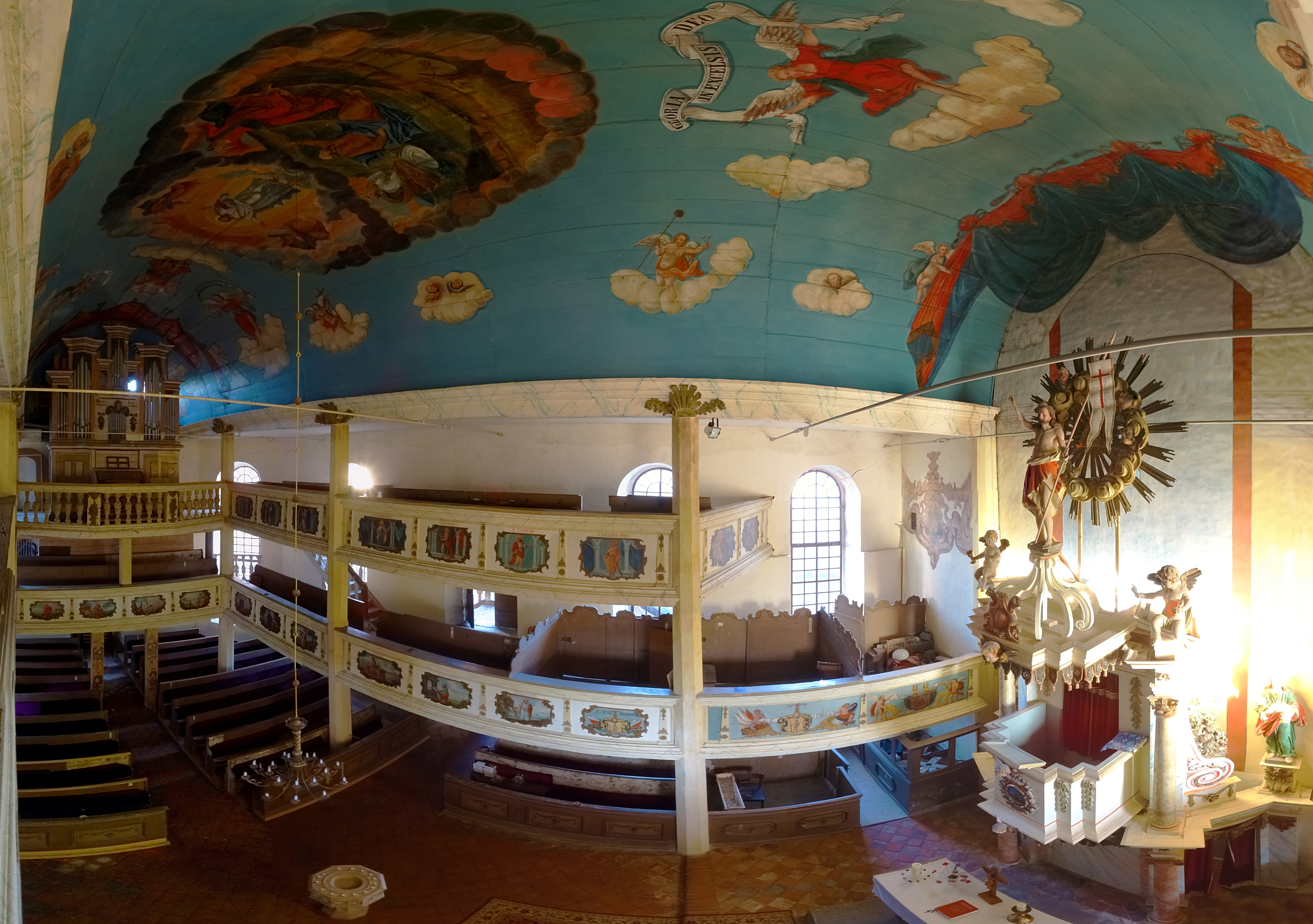
Innenraum-Panorama

Das Gewölbe bildet eine schlichte Holztonne. Die Ausstattung stammt aus der Mitte des 18. Jahrhunderts und ist in Blau-, Grau- und Rottönen gehalten. Auf dem Gewölbe ist die Auferstehung Christi aufgemalt, umrahmt von Engeln, die Spruchbänder halten. Die Emporen ruhen auf sechs hölzernen, achteckigen Pfeilern. Deutlich erkennbar ist die ehemalige Gliederung der Sitzplätze nach Ständen: Mitglieder der Gutsbesitzerfamilien nahmen auf den Emporen Platz. Die Emporenbrüstung ist in Felder unterteilt. In diesen sind die Familienwappen der Gutsbesitzer und deren Initialen (an der Südseite von Ost nach West F. A. H. von Selmnitz, S. H. von Heringen, J. C. Seidler, G. B.; an der Nordseite A. W. von Hagen, L. C. von Dachröden und F. F. von Dachröden). Darüber hinaus befinden sich an der ersten Empore Abbildungen der Propheten und an der zweiten Empore Abbildungen der Apostel. Ein abgetrennter Bereich im Erdgeschoss im Nordosten der Kirche war vermutlich ein Krankenstand. Die Sakristei hinter dem Altar wird durch zwei Seitentüren in der Altarwand betreten. Sie dient auch als Winterkirche.

## Ausstattung

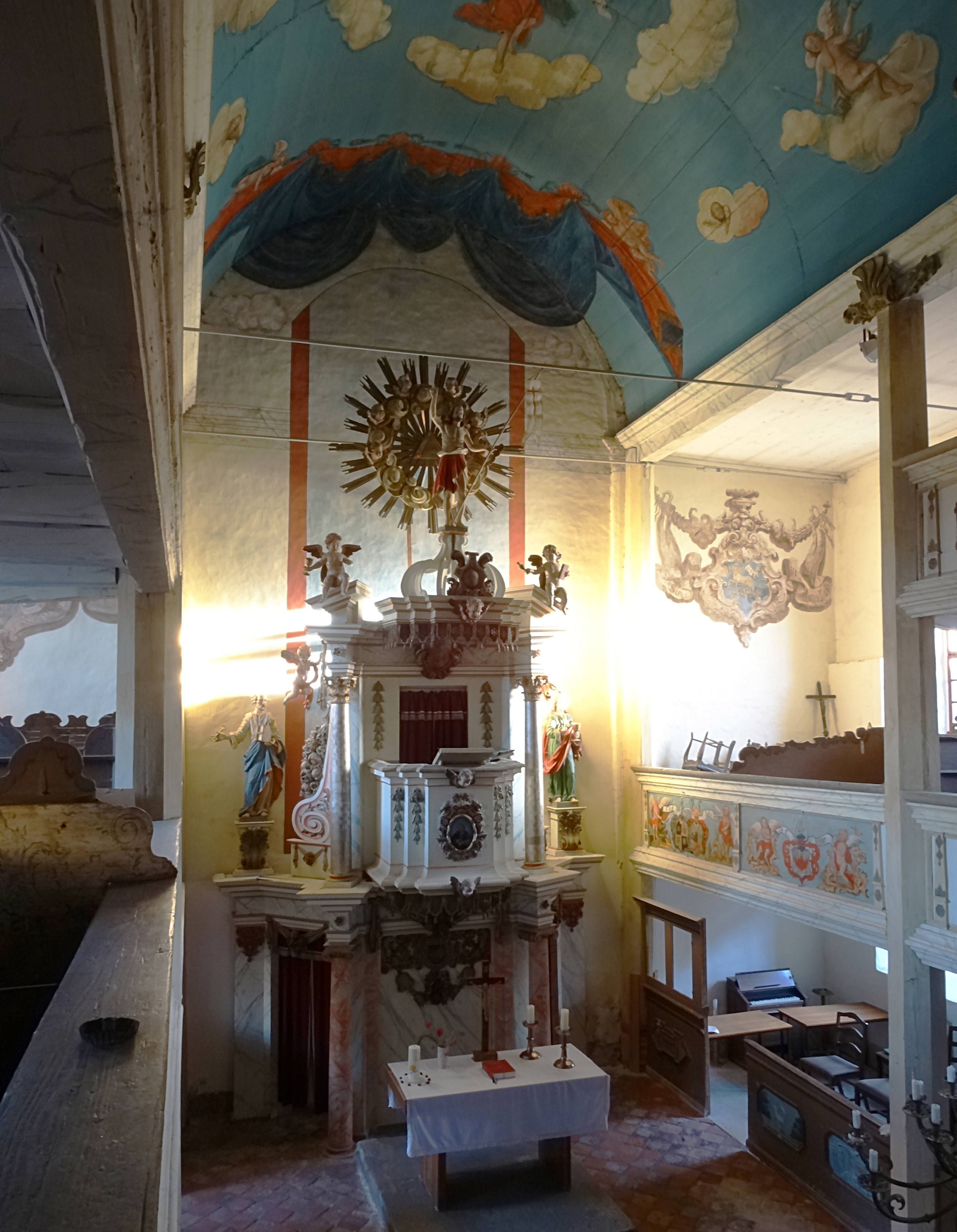
Der Kanzelaltar

- Der Kanzelaltar ist ein Werk des Bildhauers Christian Johann Biedermann aus den Jahren 1728/1730. Er besteht aus einem gesprengten Giebel sowie korinthischen und ionischen Säulen und ausladenden Gesimsen. Die Kanzel steht auf einem polygonalen Unterbau. Über ihr befindet sich ein Schalldeckel in Form einer Krone. Auf diesem steht eine Christusfigur im Strahlenkranz mit zum Segen gehobener Hand, um sie herum stehen Putten. An der Brüstung der Kanzel ist das Brustbild eines Geistlichen angebracht. Die Kanzel wird von zwei mannshohen Figuren eingerahmt: links der Kanzel Petrus, ausgewiesen durch Buch und Schlüssel, rechts der Evangelist Johannes mit einem Kelch. Auf der Rückseite ist eine Inschrift angebracht, die unter Christoph Ludwig Keßler im Jahr 1770 Johann Christian Werneck und J. C. Brosamer aus Mühlhausen als die Kunstmaler nennt.

- Das achteckige Taufgestell stammt aus der zweiten Hälfte des 19. Jahrhunderts und ist neogotischen Stils. Als Inschrift auf dem oberen Schalenrand steht der Bibelvers Wer da glaubet und getauft, der wird selig werden. Ev. Marci 16 v. 16.
- Es existiert ein zwölfarmiger Messingleuchter aus der Zeit um 1895.
- Zwei Eisenhartgussglocken von Schilling und Lattermann stammen aus dem Jahr 1958.
- Die Schlagglocke gehörte angeblich ursprünglich zur Kirche des nicht mehr existierenden Ortes Kroborn. Sie trägt die Aufschrift Gloria in Excelsis Deo und stammt aus dem Jahr 1494 (Aufschrift)
- Ein mechanisches Uhrwerk wurde 1907 von J. F. Weule angefertigt. Es wurde 1992 repariert, nach dem es lange außer Betrieb gewesen war.

## Kirchhof
- Der Kirchhof wurde bis 1869 als Friedhof genutzt. Er verfügt über einen nördlichen und einen südlichen Zugang und wird von einer Bruchsteinmauer begrenzt.
- Eine Lutherbuche steht im Nordosten des Kirchhofes. Sie wurde 1917 zum 400-jährigen Reformationsjubiläum gepflanzt.
- Eine Birke wurde im Frühjahr 1933 zu einer Stahlhelmfeier gesetzt. Von den Grabsteinen ist nur ein verwitterter barocker Grabstein an der Südseite der Kirche erhalten. Daneben erinnern Denkmäler an die Gefallenen beider Weltkriege.

## Orgel
Die Orgel aus dem Jahr 1738 wurde von Johann Michael Hartung (aus Gebesee oder Schloßvippach) geschaffen. Der Prospekt stammt vom Bildhauer Klemm aus Clingen. Das Pfeifenwerk, das sich derzeit in der Orgel befindet, schuf Friedrich Wilhelm Böttcher aus Weimar im Jahr 1927. Die Orgel ist nicht spielbar. Ein Harmonium dient der Gottesdienstbegleitung.

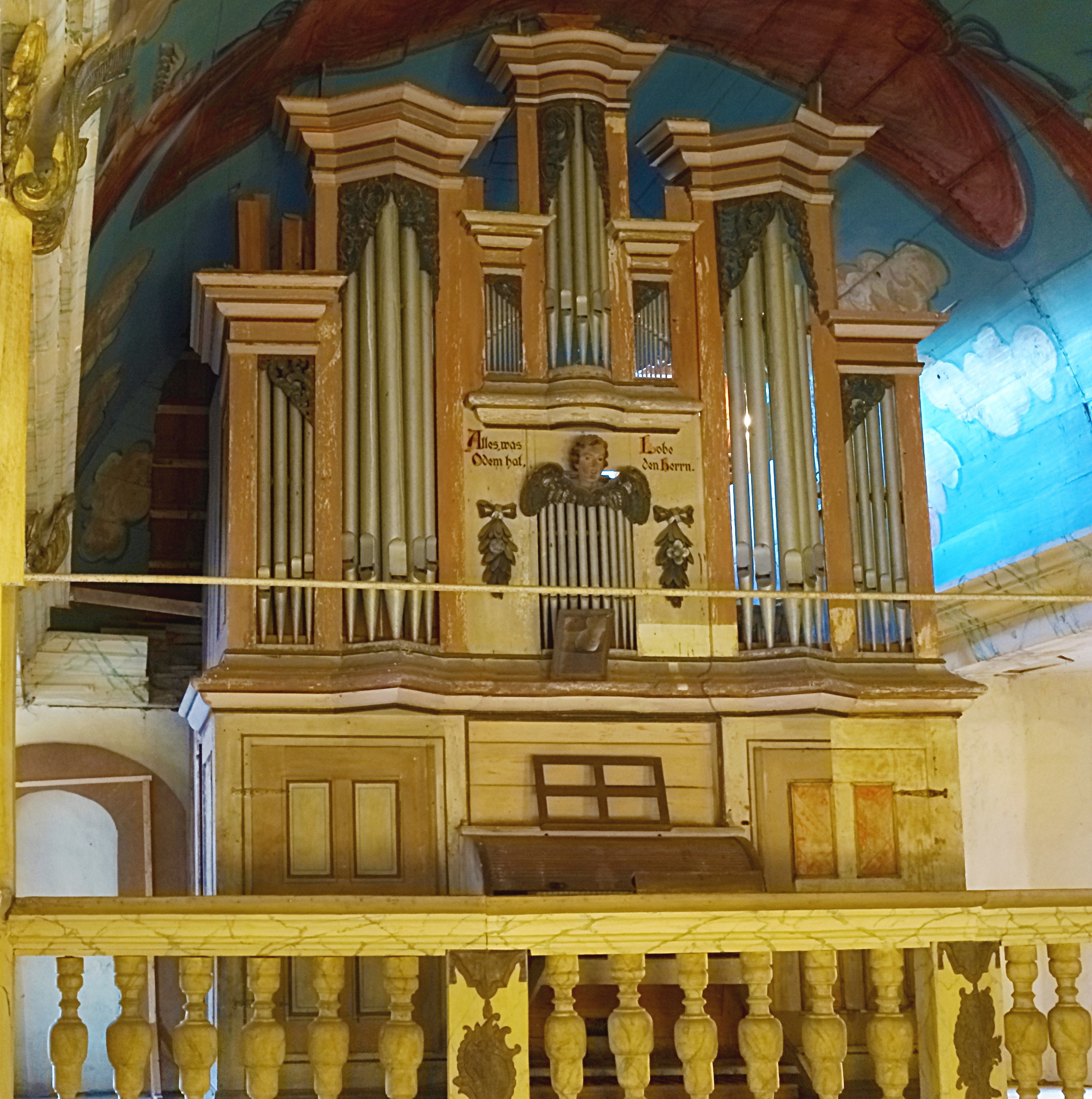
Der Orgelprospekt

| I Hauptwerk C– |           |     |
| 1.             | Bordun    | 16′ |
| 2.             | Principal | 8′  |
| 3.             | Hohlflöte | 8′  |
| 4.             | Gambe     | 8′  |
| 5.             | Gedackt   | 8′  |
| 6.             | Octave    | 4′  |
| 7.             | Octave    | 2′  |
| 8.             | Mixtur V  |     |

| Pedal C– |              |     |
| 9.       | Subbaß       | 16′ |
| 10.      | Principalbaß | 8′  |
| 11.      | Violon       | 8′  |

- Koppeln: I/P